# Cuerpo de Artillería de Israel

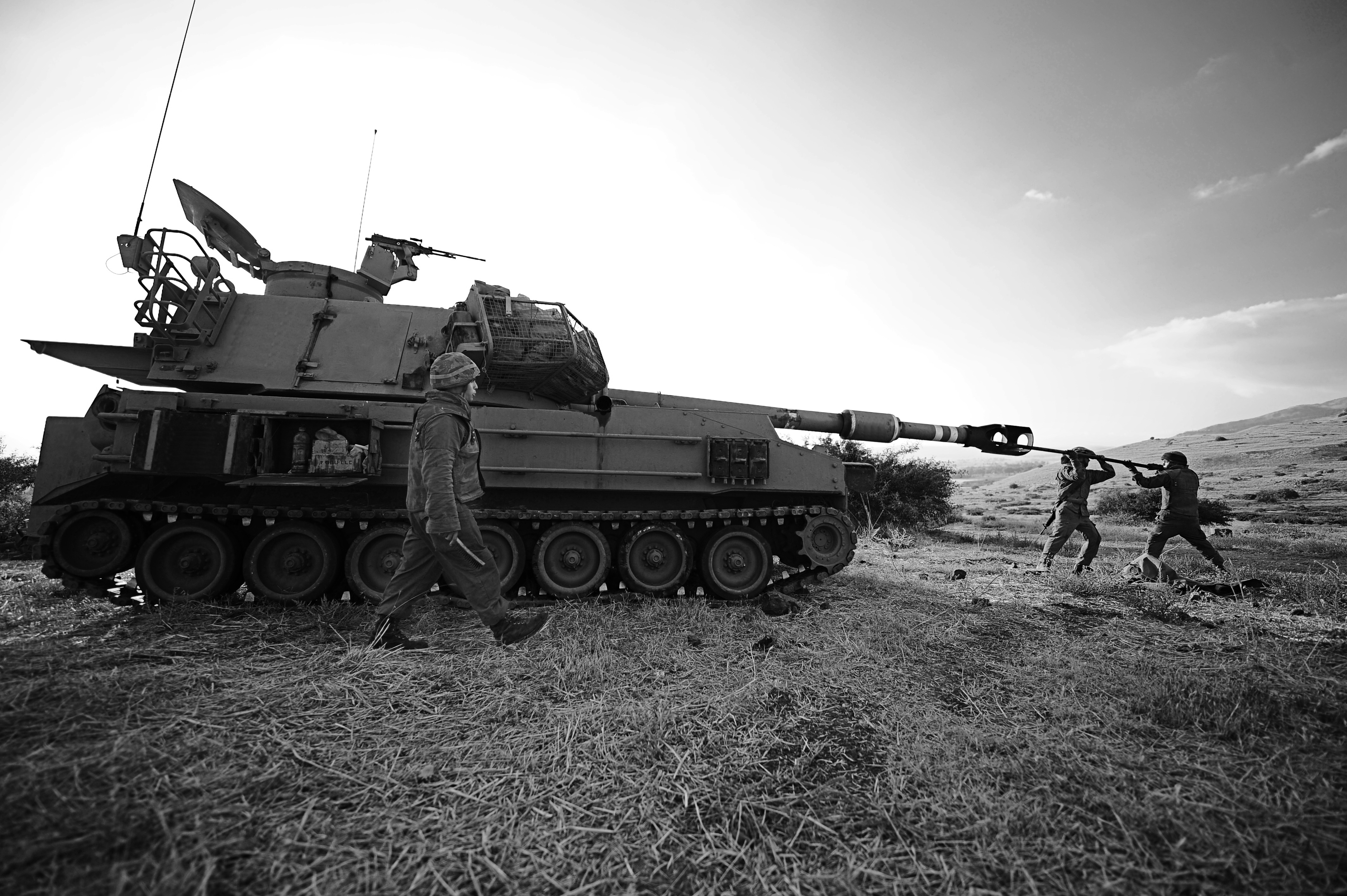
Soldados del cuerpo de artillería con su vehículo.

El Cuerpo de Artillería de Israel (en hebreo:  חיל התותחנים, Heyl HaTothanim ) es el cuerpo de las FDI responsable de operar las fuerzas de artillería de medio y largo alcance. El comandante actual del Cuerpo de Artillería es el general de brigada Roy Riftin, que reemplazó al General de Brigada David Swissa. 

## Misión
El Cuerpo está encargado con dos misiones principales:
1) Ayudar a las fuerzas de maniobra de las FDI en el lugar, el momento y con la potencia de fuego necesaria.
2) Paralizar y destruir los objetivos enemigos a través de la zona de operaciones de las FDI.

## Estructura
El Cuerpo de Artillería es una parte integral del Cuartel General del Ejército. Es un cuerpo diverso, con su artillería de largo alcance. El cuerpo consiste de tres regimientos de apoyo principal:
- La formación Pilar de fuego, formada por los batallones regulares de servicio Drakon (dragón) y Reshef (flash) así como los batallones de la reserva.

- La formación Golan, formada por los batallones regulares Namer (leopardo) y Keren (rayo), el batallón de artillería autopropulsada Thunder (trueno) así como los batallones adicionales de la reserva.

- La formación Kela David, formada por el batallón "Meitar", una unidad de operaciones especiales.

## Escuela de artillería
El cuerpo también opera una escuela de artillería de campo y un centro de entrenamiento. La importancia del cuerpo para las FDI está creciendo debido a la rápida evolución de la tecnología moderna. El cuerpo está entre los componentes más avanzados de las FDI, usa tecnología avanzada para mejorar su precisión y efectividad. El cuerpo de artillería israelí participó en la Segunda Guerra del Líbano junto con la Fuerza Aérea Israelí. El soldados del cuerpo de artillería se visten con gorras de color azul y llevan botas negras.